# Нюквист, Густав
Густав Нюквист (швед. Gustav Nyquist; 1 сентября 1989, Хальмстад, Швеция) — шведский хоккеист, правый нападающий клуба НХЛ «Виннипег Джетс». Чемпион мира 2018 года в составе сборной Швеции.

## Клубная карьера

### Юниорская карьера
Нюквист родился в Хальмстаде на юге Швеции. Вскоре он и его семья переехали в Мальмё, где Нюквист начал играть в хоккей за местную молодежную команду «Limhamn Hockey». Позже он присоединился к организации «Мальмё Редхокс», играя за их молодежные команды до 2008 года. В 2006 году представлял юношескую команду лена Сконе на турнире "TV-pucken", где Сконе заняли второе место, а сам Нюквист стал вторым бомбардиром команды после Магнуса Пяяйарви.
Окончив среднюю школу с высокими оценками, он переехал в Ороно, штат Мэн, где выступал за Университет Мэна с сезона 2008/09 по сезон 2010/11. Во всех сезонах Густав был лучшим бомбардиром команды, а в сезоне 2009/10 и вовсе возглавлял NCAA по набранным очкам. В 2010 году он был выдвинут на Хоби Бейкер Эворд – приза лучшему игроку в студенческом хоккее, но в конечном итоге обладателем награды стал Блэйк Джеффрион из Университета Висконсина. В последнем сезоне также был альтернативным капитаном Университета Мэна.

### Профессиональная карьера

#### Детройт Ред Уингз (2011—2019)
На драфте НХЛ 2008 года был выбран клубом «Детройт Ред Уингз» в четвёртом раунде под общим 121-м номером. 25 марта 2011 года подписал двухлетний контракт новичка с «Ред Уингз». 25 марта 2011 года дебютировал в АХЛ, а на следующий день, также в матче против «Техас Старз», он забил свой первый гол в лиге.
1 ноября 2011 года Нюквист сыграл свою первую игру в НХЛ за «Детройт».  26 марта 2012 года забил свой первый гол в НХЛ в ворота команды «Коламбус Блю Джекетс», получив передачу от Павла Дацюка. 13 апреля 2012 года дебютировал в плей-офф НХЛ в матче против «Нэшвилла». Позже Нюквист был повторно вызван из фарм-клуба «Гранд-Рапидс Гриффинс», заменив Даррена Хелма, который получил травму на правом предплечье.

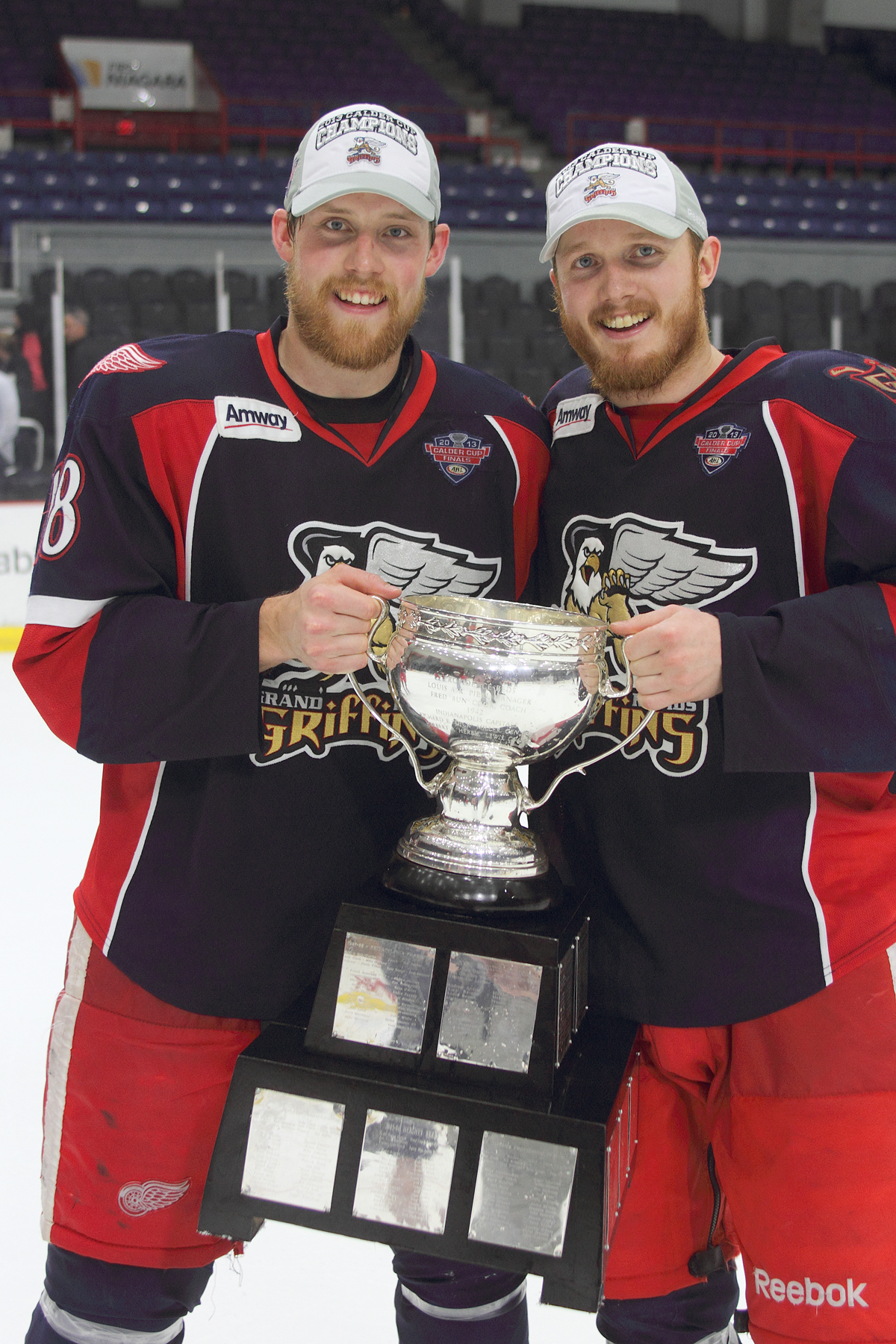
Нюквист — обладатель Кубка Колдера

В плей-офф 2013 года Нюквист забил решающий гол в овертайме в ворота команды «Анахайм Дакс» и сравнял счёт в серии. Он также забил первый гол в третьей игре полуфинала конференции 2013 года против «Чикаго Блэкхокс», а всего в 14 матчах набрал 5 (2+3) очков. В сезоне 2012/13 швед также стал лучшим бомбардиром «Гранд-Рапида», забив 23 гола и отдав 37 результативных передач в 60 играх регулярного сезона. После того, как «Ред Уингз» вылетели из плей-офф, он присоединился к «Гриффинс» во время плей-офф Кубка Колдера 2013 года. Он забил два гола и сделал пять передач в 10 играх плей-офф АХЛ, что помогло «Гриффинам» выиграть Кубок Колдера. По итогам сезона Ассоциация спортивных вещателей Детройта назвала Нюквиста новичком года в «Детройт Ред Уингз». 20 августа продлил контракт с «крыльями» на 2 года на сумму $ 1,9 млн.
2 февраля 2014 года оформил свой первый в карьере хет-трик, победив в овертайме «Вашингтон Кэпиталз» со счетом 6:5. 24 марта был назван первой звездой недели НХЛ, забив за игровую неделю 6 голов и 7 очков в четырех играх. Сами «Ред Уингз» смогли заработать семь из восьми возможных очков. Густав также был назван второй звездой месяца НХЛ в марте, он закончил месяц вторым по количеству голов (12) и разделил пятое место с 18 набранными очками, что помогло «Ред Уингз» занять первое место в Восточной конференции. Нюквист забил в девяти из 15 игр, включая серию из шести игр подряд, самую длинную для «крыльев» с 2010 года. В марте забил три игры с двумя голами, а 7 марта впервые в карьере набрал четыре очка за один матч. Завершил сезон 2013/14, будучи лучшим снайпером и третьим бомбардиром в команде, забив 28 голов и сделав 20 передач в 57 играх. Он также лидировал среди всех игроков НХЛ по заброшенным шайбам, начиная с 20 января до конца регулярного сезона, забив за этот отрезок 23 шайбы. Забив шесть победных голов, он стал самым молодым игроком «Детройта» после 24-летнего Сергея Федорова, который в сезоне 1993/94 забросил 10 победных шайб.

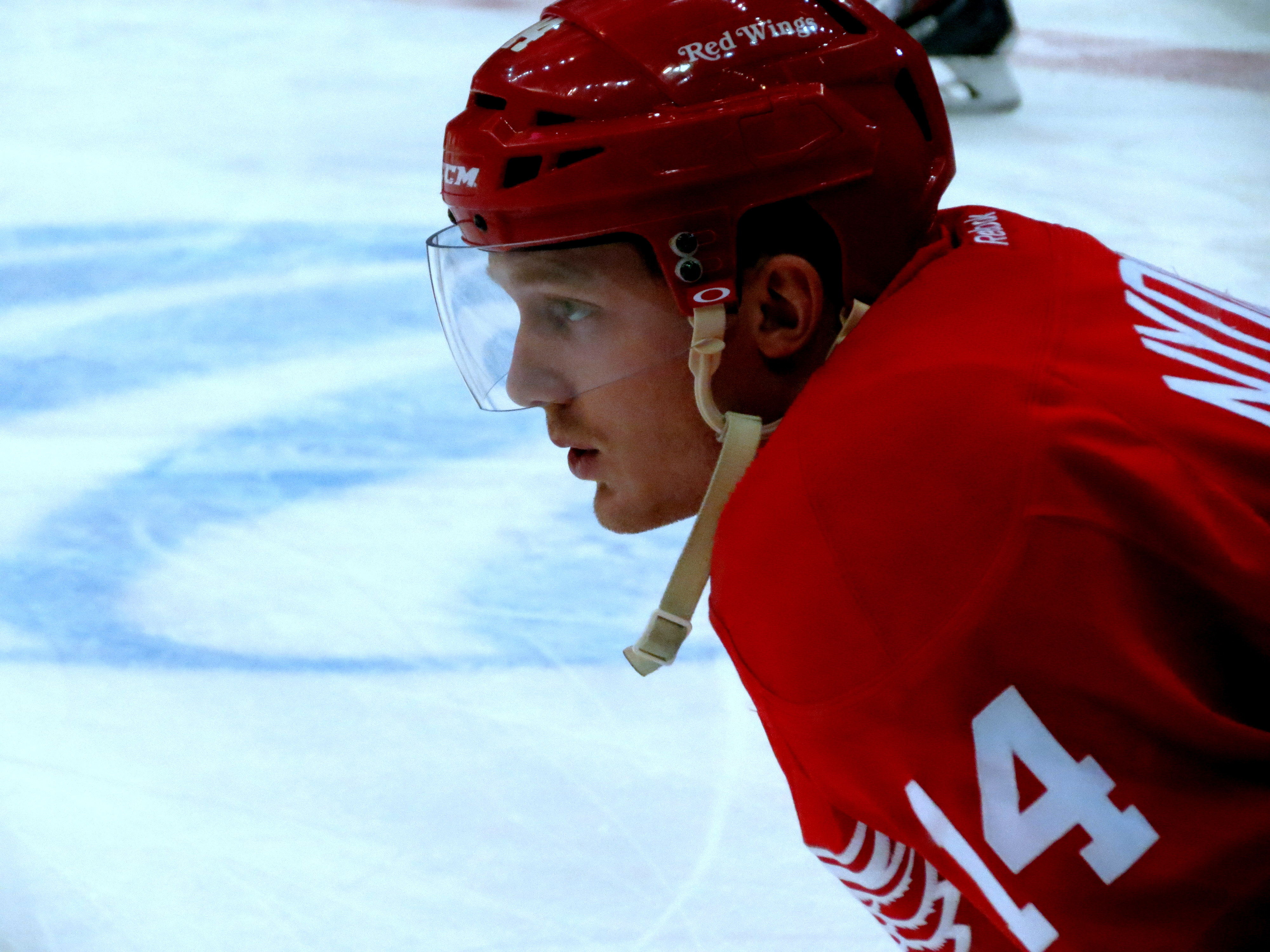
Нюквист в составе «Детройта» в 2014 году

15 октября 2014 года сыграл свой сотый матч в НХЛ, став первым игроком «Ред Уингз», забившим 35 или более голов в своих первых 100 играх в НХЛ с тех пор, как Вячеслав Козлов забил 37 голов за «Детройт» в период с 1991/92 по 1993/94 сезоны. В сезоне 2014/15 стал вторым снайпером команды. По окончании сезона 2014/15 Нюквист стал ограниченно свободным агентом. «Ред Уингз» сделали ему квалификационное предложение, чтобы сохранить за собой права в НХЛ, но 5 июля 2015 года он подал в арбитраж по поводу зарплаты. 10 июля 2015 года продлил контракт с «Ред Уингз» на 4 года, а общая стоимость нового соглашения составила $ 19 млн. 
15 февраля 2017 года швед был дисквалифицирован на шесть игр за опасный удар по лицу клюшкой защитника «Миннесоты Уайлд» Джареда Спёрджона.

#### Сан-Хосе Шаркс (2019)
24 февраля 2019 года Нюквист был обменян в «Сан-Хосе Шаркс» на пик второго раунда-2019 и условный пик-2020. В регулярном сезоне провёл за новую команду 19 матчей и набрал 11 очков (6+5). В плей-офф Кубка Стэнли помог «Шаркс» дойти до финала конференции, в 20 матчах набрал 11 очков (1+10).

#### Коламбус Блю Джекетс (2019—2023)
1 июля 2019 года в качестве свободного агента подписал 4-летний контракт на 22 млн долларов с «Коламбус Блю Джекетс».  29 ноября 2019 года оформил хет-трик в матче против «Питтсбурга» и стал второй звездой дня. В сезоне 2019/20 набрал 42 очка (15+27) в 70 матчах. 
В ноябре 2020 года перенёс операцию на левом плече из-за травмы хронического характера, в результате чего полностью пропустил сезон 2020/21.
В сезоне 2021/22 сыграл все 82 матча и набрал 53 очка (18+35). Нюквист второй раз за карьеру в НХЛ преодолел отметку в 50 набранных очков за сезон. 29 апреля 2022 года, в последнем матче сезона, набрал своё 400-е очко за карьеру в НХЛ.
25 января 2023 года получил травму плеча и выбыл почти до конца сезона.

#### Миннесота Уайлд (2023)
28 февраля 2023 года был обменян в «Миннесоту Уайлд» на пик пятого раунда-2023. Под конец сезона дебютировал за «Уайлд» и набрал 5 (1+4) очков за 3 матча, также отметившись в плей-офф пятью результативными передачами.

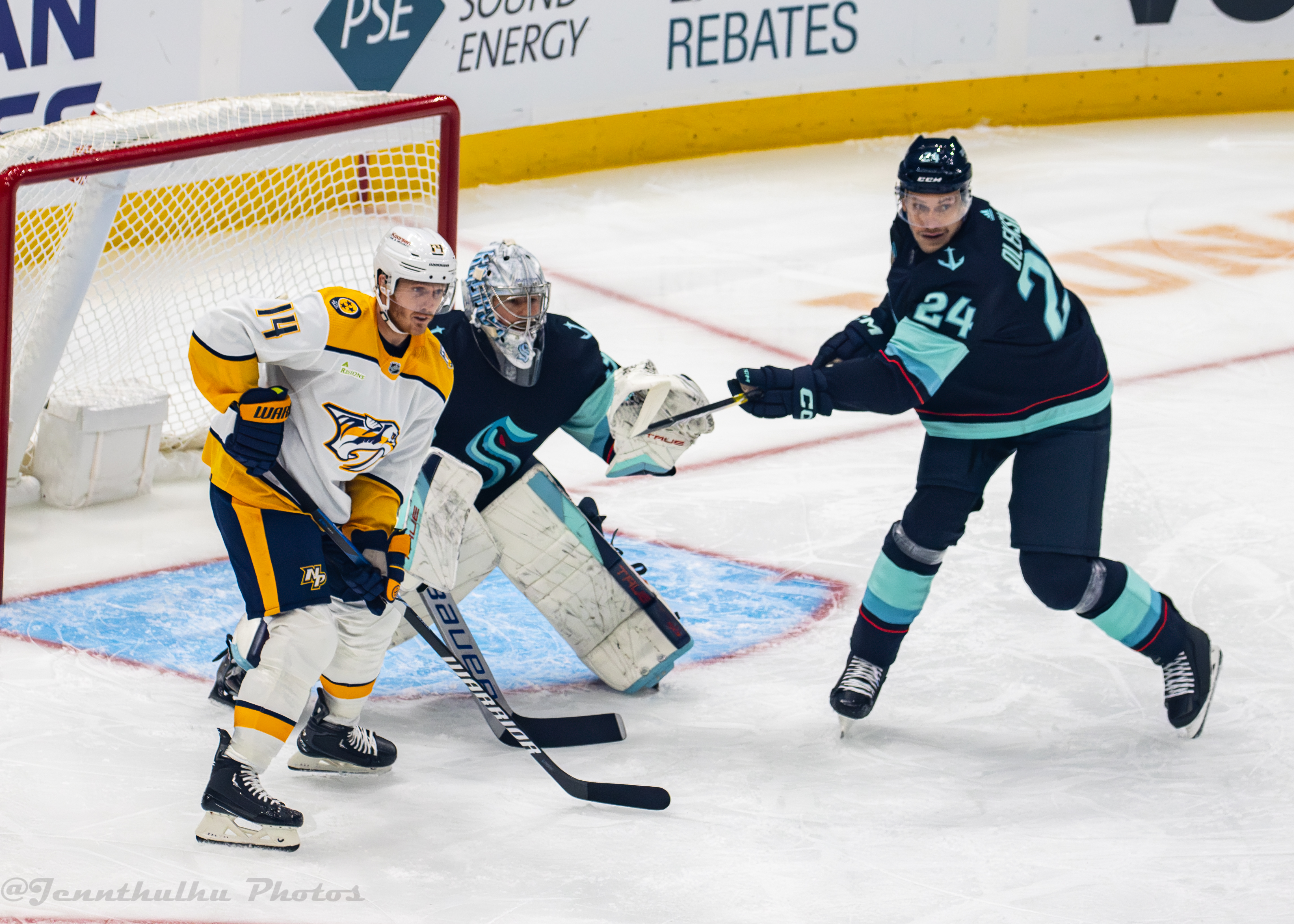
Нюквист (слева) в 2023 году

#### Нэшвилл Предаторз (2023 – 2025)
1 июля 2023 года, будучи неограниченно свободным агентом, подписал 2-летний контракт с «Нэшвилл Предаторз» на общую сумму $ 6,37 млн. Сезон 2023/24 почти полностью провёл в ведущем звене с Филипом Форсбергом и Райаном О’Райли и набрал рекордные для себя 75 (23+52) очков в возрасте 34 лет. Ранее Нюквист никогда не набирал более 60 очков за сезон и не делал более 38 передач. 9 апреля в игре против «Виннипега» (3:4 ОТ) набрал своё 500-е очко в НХЛ. Во второй половине сезона «Предаторз» одержали рекордную для себя серию из 18 матчей подряд с набранными очками.

#### Миннесота (2025)
1 марта 2025 года был обменян в «Миннесоту Уайлд» на выбор во втором раунде драфта 2026 года.

#### Виннипег Джетс (2025 - н.в.)
3 июля 2025 года в качестве свободного агента подписал однолетний контракт с «Виннипег Джетс» на сумму $3,25 млн.

## Международная карьера
В 2014 году участвовал в Олимпийских играх в Сочи, где со сборной Швеции завоевал серебряную медаль. На ЧМ-2014 в Минске стал обладателем бронзовой медали.
На ЧМ-2016 стал лучшим снайпером турнира (наравне с Лайне) и бомбардиром сборной Швеции, где она уступила разгромно уже в четвертьфинале сборной Канады (0:6).
Стал чемпионом мира 2018 года, проведя 9 матчей и набрав 5 (4+1) очков.

## Личная жизнь
Младший брат Оскар также был хоккеистом и выступал за сборную Швеции на зимней Универсиаде 2015 года. Чистокровная скаковая лошадь Nyquist, победитель дерби в Кентукки 2016 года, была названа в честь Густава Нюквиста владельцем Дж. Полом Реддамом, который является поклонником «Ред Уингз».

## Достижения
- Обладатель Кубка Колдера 2013 года.
- Серебряный призёр зимних Олимпийских игр 2014 года.
- Чемпион мира 2018 года.

## Статистика
| Легенда | Легенда                    | Легенда | Легенда                   | Легенда | Легенда    |
| ------- | -------------------------- | ------- | ------------------------- | ------- | ---------- |
| И       | Количество проведённых игр | Штр     | Штрафное время            | +/−     | Плюс-минус |
| Г       | Голы                       | П       | Голевые передачи          | О       | Очки       |
| -       | Статистика неизвестна      | —       | Статистика не учитывалась |         |            |